# دانشگاه برگن
دانشگاه برگن (نروژی: Universitetet i Bergen) یک دانشگاه دولتی در شهر برگن، نروژ است.
این دانشگاه به طور رسمی در سال ۱۹۴۶ تأسیس شده است اما فعالیت‌های اولیه آن از سال ۱۸۲۵ میلادی شروع شده بوده. دانشگاه برگن بیش از ۲۰٬۰۰۰ دانشجو در ۷ دانشکده دارد.

## دانشکده‌ها
- دانشکده علوم انسانی
- دانشکده حقوق
- دانشکده علوم طبیعی و تکنولوژی
- دانشکده پزشکی
- دانشکده روانشناسی
- دانشکده علوم اجتماعی
- دانشکده هنر، موسیقی و طراحی